# Die Diebe von Marschan
Die Diebe von Marschan ist ein US-amerikanischer Abenteuerfilm aus dem Jahr 1951 von Rudolph Maté mit Tony Curtis und Piper Laurie in den Hauptrollen. Der Film wurde von Universal-International Pictures produziert und basiert auf dem 1945 veröffentlichten Kurzgeschichte The Prince Who Was a Thief von Theodore Dreiser.

## Handlung
Im 13. Jahrhundert wird die Hafenstadt Tanger von Prinzregent Mustapha kontrolliert. Der Thronfolger Prinz Hussein ist noch ein Baby. Mustapha beauftragt den Meisterdieb Yussef, das Baby zu töten, damit er selber den Thron besteigen kann. Yussef bringt es nicht über sein Herz, das Kind zu töten. Stattdessen adoptiert er den Jungen und zieht ihn als Julna auf. Auf seinen Arm bekommt er als Tätowierung das Zeichen des Königshauses.
18 Jahre später ist Julna selber zu einem Meisterdieb geworden. Zwar ist er der Schwarm vieler Frauen, doch sein Herz schlägt für Prinzessin Yasmin, Mustaphas Tochter. Sein Rivale ist der Prinz von Algier, Hedjah, der Yasmin mit der Perle von Fatima umwirbt. Als die Perle gestohlen wird, droht Hedjah mit Krieg, sollte die Perle nicht innerhalb eines Monats zurückgegeben werden. Mustapha will, dass Yussef die Perle wiederbeschaffen soll, ansonsten werde er hingerichtet. Mit einer List können Yussef und Julna den Dieb entlarven. Dabei handelt es sich um Tina, die Meisterdiebin von Marrakesch. Mit ihrem Talent und ihrer Gewandtheit beeindruckt Tina die beiden Männer so sehr, dass sie mit ihr den Diebstahl des Goldes in der Schatzkammer der Stadt planen. Yussef übergibt Mustapha die Perle. Ohne sein Wissen wird sie von Tina erneut gestohlen. Julna will die versprochene Belohnung für die Wiederbeschaffung einfordern. Yasmin, im Glauben Julna hätte die Perle, gibt vor, ihn zu lieben. Dafür soll er ihr die Perle geben.
Julna, Yussef und Tina führen den geplanten Diebstahl des Goldes aus, müssen aber einen Anteil an zwei Mitwisser abtreten. Tina, die sich in Julna verliebt hat, gibt ihm die Perle, als er ihr erklärt, der echte Prinz von Tanger zu sein. Sie rät ihm, als Prinz eine Frau wie Prinzessin Yasmin zu heiraten. Als Julna Yasmin besucht, versteckt sich Tina und stößt einen Warnruf aus, als sich Wächter nähern. Die Wächter nehmen nun sie gefangen. Mit Hilfe der Mitwisser vom Diebstahl kann Julna Tina befreien und die Wächter auf einem Marktplatz in einen Schwertkampf verwickeln. Die Wächter geben auf, als sie die königliche Tätowierung sehen. Die Einwohner Tangers haben genug von Mustaphas Tyrannei und stürmen den Palast. Sie rufen Julna, der nun wieder seinen richtigen Namen Hussein angenommen hat, zu ihrem rechtmäßigen Regenten aus. Julna lässt Mustapha festnehmen und schickt Yasmin mit der Perle zu Prinz Hedjah nach Algier. Er überzeugt Tina, nicht nach Marrakesch zurückzugehen und als die mutigste und schönste Prinzessin des Landes bei ihm zu bleiben.

## Produktion

### Hintergrund
Gedreht wurde der Film vom 13. September bis zum 17. Oktober 1950 in den Universal-Studios in Universal City.

### Stab
Bernard Herzbrun und Emrich Nicholson oblag die künstlerische Leitung. Russell A. Gausman und Otto Siegel waren für das Szenenbild zuständig, Bill Thomas für die Kostüme, Bud Westmore, Monty Westmore und Ray Romero für das Maskenbild. Verantwortliche Toningenieure waren Leslie I. Carey, Glenn A. Anderson und Frank Gorback. Jesse Hibbs und George Lollier arbeitete als Regieassistenten.

### Besetzung
In einer kleinen nicht im Abspann erwähnten Nebenrolle trat Susan Cabot auf. Ebenfalls unerwähnt blieb Ramsay Hill als Hedjah.
Tony Curtis und Piper Laurie spielten ihre ersten Hauptrollen. Für Larry Storch war es das Filmdebüt.

## Synchronisation
Die deutsche Synchronfassung entstand 1980 im Auftrag der Interopa Film.
| Rolle             | Schauspieler    | Deutscher Synchronsprecher |
| ----------------- | --------------- | -------------------------- |
| Julna             | Tony Curtis     | Frank Glaubrecht           |
| Tina              | Piper Laurie    | Evelyn Maron               |
| Yussef            | Everett Sloane  | Friedrich W. Bauschulte    |
| Emir Mokar        | Jeff Corey      | Klaus Sonnenschein         |
| Mirza             | Betty Garde     | Inge Landgut               |
| Hakar             | Marvin Miller   | Joachim Nottke             |
| Prinzessin Yasmin | Peggie Castle   | Marianne Lutz              |
| Prinz Mustapha    | Donald Randolph | Friedrich Schoenfelder     |
| Merat             | King Donovan    | Alexander Herzog           |
| Hedjah            | Ramsay Hill     | Gerd Holtenau              |

Anmerkung: Die kursiv geschriebenen Namen sind Rollen und Darsteller, die nicht im Abspann erwähnt wurden.
Für den Kinoeinsatz gab es eine frühere Synchronfassung, in der Tony Curtis (Julna) von Holger Hagen gesprochen wurde.

## Veröffentlichung
Die Premiere des Films fand am 29. Juni 1951 in Detroit statt. In der Bundesrepublik Deutschland kam er am 10. Oktober 1952 in die Kinos.

## Kritiken
Das Lexikon des internationalen Films schrieb: „Flüssig und mit ein wenig politischer Ironie inszenierte Variation von "Ali Baba und die vierzig Räuber".“
Die Filmzeitschrift Cinema befand: „Ein kunterbunter Streifen aus der Zeit, als Bernard Schwartz, alias Tony Curtis, noch ein Teen-Idol war. Fazit: Kunterbunt-naives „Ali Baba“-Märchen.“
Der Kritiker des TV Guide sah einen typischen Abenteuerfilm im arabischen Gewand, dessen Geschichte es an Fantasie fehlt.